# Tabanus thiemeana
Tabanus thiemeana är en tvåvingeart som först beskrevs av Günther Enderlein 1925.  Tabanus thiemeana ingår i släktet Tabanus och familjen bromsar. Inga underarter finns listade i Catalogue of Life.